# Alteburga de Oldemburgo
Alteburga Maria Matilde Olga de Oldemburgo (em alemão:  Altburg Marie Mathilde Olga von Oldenburg; Oldemburgo, 19 de maio de 1903 — Bad Arolsen, 16 de junho de 2001) foi uma duquesa de Oldemburgo por nascimento e princesa hereditária de Waldeck e Pyrmont pelo seu casamento com Josias, Príncipe Hereditário de Waldeck e Pyrmont.

## Família
Alteburga foi a terceira filha, quinta e última criança de Frederico Augusto II, Grão-Duque de Oldemburgo e de Isabel de Meclemburgo-Schwerin. Os seus avós paternos eram o grão-duque Pedro II, Grão-Duque de Oldemburgo e a princesa Isabel de Saxe-Altemburgo. Os seus avós maternos eram o duque Frederico Francisco II de Meclemburgo-Schwerin e a princesa Maria de Schwarzburg-Rudolstadt.

## Biografia
Em junho 1914, ela e sua irmã, Ingeborg, quase foram baleadas enquanto andavam de carro. Elas só perceberam o que havia acontecido quando o carro parou e descobriram a bala alojada no estofamento.
Em 1918, seus pais perderam os seus títulos, devido ao Armistício de Compiègne.
Aos 19 anos, a duquesa Alteburga casou-se com o príncipe Josias, de 26 anos, no dia 25 de agosto de 1922, na cidade de Rastede, na Baixa Saxônia. Ele era filho de Frederico, Príncipe de Waldeck e Pyrmont e de Batilde de Eschaumburgo-Lipa.
O casal teve cinco filhos, quatro meninas e um menino.
Seu marido foi condenado a prisão perpétua no Julgamento de Buchenwald (a sentença foi, mais tarde, reduzida para vinte anos) pela sua participação no "plano comum" para violar as Leis e Costumes de Guerra no tratamento de prisioneiros de guerra detidos no campo de concentração de Buchenwald, mas acabaria por ser libertado depois de cumprir apenas três anos da pena, por motivos de saúde. 
Ela ficou viúva em 30 de novembro de 1967.
A duquesa faleceu no dia 16 de junho de 2001, aos 98 anos de idade, e foi sepultada no Cemitério Principesco em Rhoden.

## Descendência
- Margarida Sofia Carlota de Waldeck e Pyrmont (1923–2003), foi esposa do conde Francisco Augusto de Erbach-Erbach, de quem se divorciou em 1979. Teve dois filhos;
- Alexandra Batilde Isabel Luísa Helena Ema de Waldeck e Pyrmont (1924-2009), casada com o príncipe Boto de Bentheim e Steinfurt, com quem teve dois filhos;
- Ingrid de Waldeck e Pyrmont (n. 2 de setembro de 1933), não se casou e nem teve filhos;
- Wittekind de Waldeck e Pyrmont (1936-2024), é chefe da casa de Waldeck e Pyrmont e é casado com a condessa Cecília de Goëss-Saurau, com quem teve três filhos;
- Guda de Waldeck e Pyrmont (n. 22 de agosto de 1939), foi primeiro casada com o príncipe Frederico Guilherme de Wied, e depois casou-se com Horst Dierkes. Teve quatro filhos.

## Títulos e estilos
- 19 de maio de 1903 – 25 de agosto de 1922: Sua Alteza Duquesa Alteburga de Oldemburgo
- 25 de agosto de 1922 – 16 de junho de 2001: Sua Alteza A Princesa Hereditária de Waldeck e Pyrmont
  - Título em pretensão: 26 de maio de 1946 – 30 de novembro de 1967: Sua Alteza A Princesa de Waldeck e Pyrmont